# ジョージ・ヴェラ

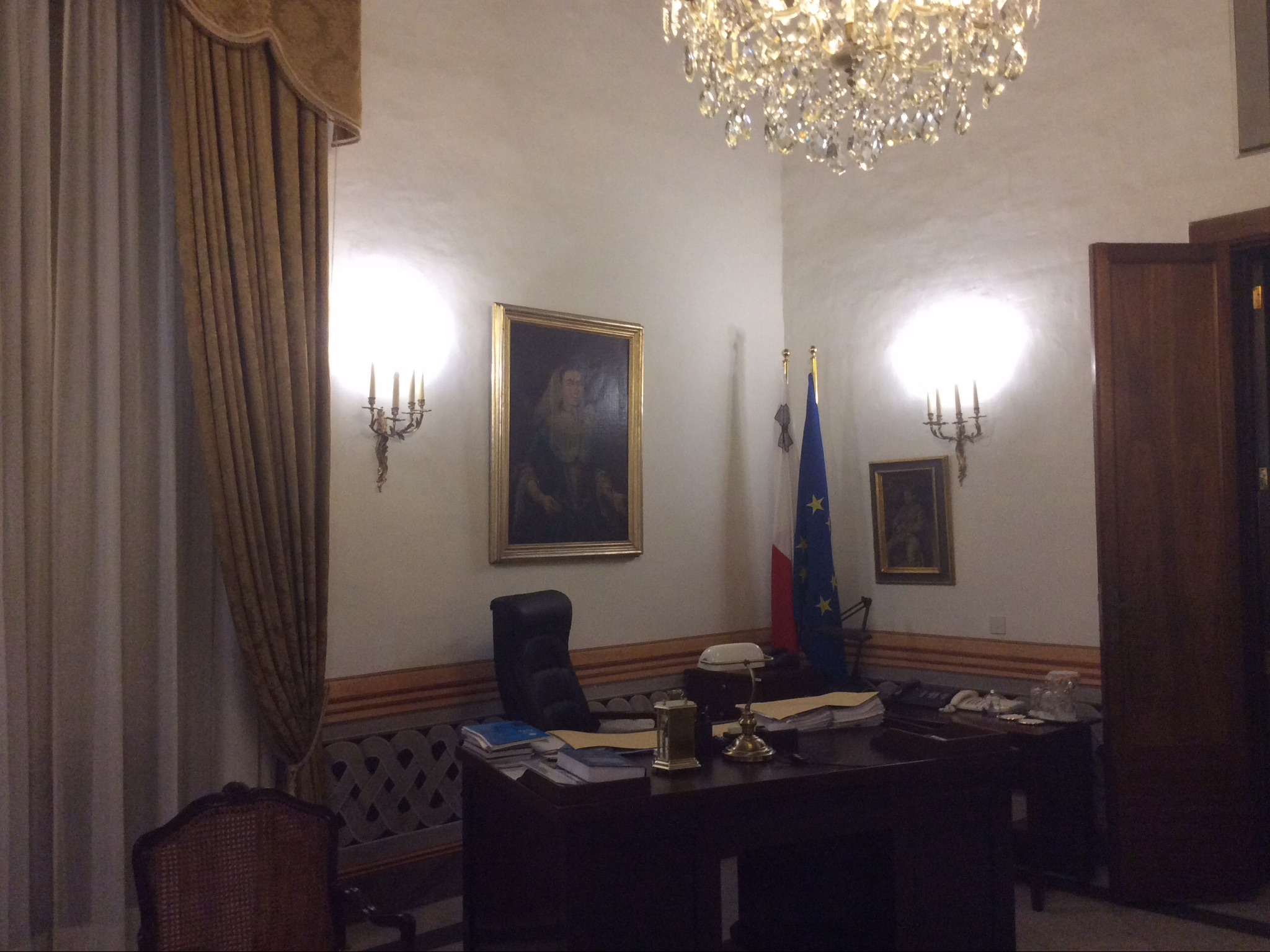
外相時代の執務室

ジョージ・ウィリアム・ヴェラ（マルタ語: George William Vella、1942年4月24日 - ）は、マルタの政治家。同国大統領（第10代）を務めた。

## 経歴
ゼイトゥン出身。1964年に医学博士号を取得し、家庭医となる。1976年に労働党に入党し、1978年1月に国会議員に初当選。1981年、1992年、1996年、1998年、2003年、2008年、2013年にも再選された。
1996年10月にアルフレッド・サント内閣の副首相兼外務・環境相に任命され、1998年9月まで在職。2013年3月に発足したジョゼフ・ムスカット内閣で再び外相に就任し、2017年6月まで務めた。2019年の大統領選挙に立候補し、無投票で当選。4月4日に宣誓を行った。

## 人物
ミリアム夫人とのあいだに1男2女。7人の孫がいる。

## 栄典

### 国内
- 国民功労勲章二等
- 国民功労勲章一等（大統領に対する授与が慣例となっている）

### 海外
- 聖マイケル・聖ジョージ勲章ナイト・コマンダー（イギリス）
- プロ・メリト・メリテンシ勲章大十字（マルタ騎士団）
- 聖アガタ勲章一等（サンマリノ）
- 名誉勲章二等（ギリシャ）